# René Seghers
René J. (Jean) Seghers (Hasselt, 27 februari 1904 - Schaarbeek, 3 maart 1974) was een Vlaams schrijver.

## Levensloop
Seghers was een zoon van handelsreiziger Jean Seghers en van modewerkster Octavie Lochten, die de modewinkel In De Seven Weeën uitbaatte in Hasselt.
Hij volbracht zijn middelbare studies aan het koninklijk atheneum in Hasselt en vestigde zich in Brussel, waar hij departementshoofd werd in een industriële onderneming.
Hij begon onder leiding van Michel de Ghelderode enkele gedichten te schrijven in het Frans, die omstreeks 1926 in Le Thyrse verschenen. Hij schreef ook het verhaal Damone le Fort, dat in 1927 in La Renaissance d'Occident werd gepubliceerd en ook enkele andere verhalen, gepubliceerd in La Flandre Libérale.
Michel de Ghelderode gaf hem de raad in het Nederlands te schrijven.
Hij schreef poëzie, romans en sprookjes. Hij produceerde ook toneelwerk voor het poppentheater Het Petermannetje en luisterspelen voor het Nationaal Instituut voor de Radio-omroep. Een aantal hiervan werden bewerkt voor tv. Een paar titels: Een ingewikkeld geval, De Ideale Nacht en Onrust.

## Publicaties
- De zeergeleerde dr. Molekul, spel in 5 schijfjes (1931).
- Alexander, anti-oorlogsspel in 4 bedrijven (1932).
- De Reine Spiegel, sprookjes en vertellingen (1936).
- Maya, sprookjes en vertellingen (1939).
- Rattenbol, naverteld (1939).
- Vuurringen, poëzie (1941).
- Hasselt, Onze Steden (1942) (ook Franse uitgave).
- Anthalogie des Poètes flamands, vertaalde Nederlandse gedichten (1942).
- Waterval, roman (1943).
- Huize Klarijn, roman (1945).
- Sonate voor Louise, roman (1946).
- De Sater en de Dwaas, verhaal (1949).
- De Vreemde, verhaal (1948).
- De wateren van Mara, verhaal (1949).
- De Strijd met de Duisternis (1951), bekroond met de Leënprijs van het Hendrik van Veldekecomité.
- Spoken in de dwaaltuin, roman (1958).
- De Zingende kat (1966) en Le chat qui chante, vertaald uit het Nederlands door Charles Cordier (1966).